# 笹塚町
笹塚町（ささづかちょう）は、愛知県名古屋市西区の地名。現行行政地名は笹塚町1丁目及び笹塚町2丁目。住居表示未実施。

## 地理
名古屋市西区中央部に位置する。東は鳥見町・笠取町、西は堀越一丁目・同二丁目、南は東岸町、北は新福寺町に接する。

## 歴史

### 町名の由来
堀越町字笹塚に由来する。

### 沿革
- 1959年（昭和34年）9月1日 - 西区堀越町・新福寺町の各一部により、同区笹塚町として成立[1]。

## 世帯数と人口
2019年（平成31年）2月1日現在の世帯数と人口は以下の通りである。
| 町丁   | 世帯数  | 人口    |
| ------ | ------- | ------- |
| 笹塚町 | 887世帯 | 2,042人 |

## 学区
市立小・中学校に通う場合、学校等は以下の通りとなる。また、公立高等学校に通う場合の学区は以下の通りとなる。
| 番・番地等 | 小学校               | 中学校               | 高等学校 |
| ---------- | -------------------- | -------------------- | -------- |
| 全域       | 名古屋市立庄内小学校 | 名古屋市立名塚中学校 | 尾張学区 |

## 施設
- 笹塚南アパート[7]
- 笹塚北アパート[7]
- 名糖産業名古屋工場[7]
- 鐘紡名古屋保税工場[7]
- 名古屋栄養短期大学[7]
- 名古屋市営笹塚荘[8]

## その他

### 日本郵便
- 郵便番号 : 451-0077[4]（集配局：名古屋西郵便局[11]）。